# Prostorne
Der Ort Prostorne (ukrainisch Просторне) auf der Krim geht auf die russlandmennonitische Ansiedlung Neu-Schirin zurück. Die Gründer des Ortes stammten meistenteils aus der Kolonie Molotschna.

## Getreidemühle Giesebrecht
Aus der Zeit der Mennoniten ist die Getreidemühle erhalten, die von Abraham Giesebrecht nach 1900 erbaut wurde und 1914 vergrößert wurde. Die Mühle wurde aus örtlichem Muschelkalk errichtet. Die Fassade ist durch ein halbkreisförmiges Motiv bekrönt. Über dem Eingang befindet sich ein Bogenabschluss, an der Fassade darüber ein Attikabogen. In den 1950er Jahren sollte der Bau abgerissen werden, doch die damit Beauftragten weigerten sich. So ist die Mühle als solche bis heute in Betrieb.

## Nachweise
- Rudy P. Friesen, Edith Elisabeth Friesen: Bauwerke der Vergangenheit: mennonitische Architektur, Landschaft und Siedlungen in Russland/Ukraine. Tweeback, Bonn 2016, S. 464.